# Karl von Buchka (Politiker)
Karl von Buchka (* 23. September 1885 in Göttingen; † 11. Februar 1960 in Freiburg/Elbe) war ein deutscher Politiker (DVP, NSDAP, CDU).

## Leben
Buchka war ein Sohn des gleichnamigen Chemikers Karl von Buchka und seiner Frau Adelheid geb. von Plato. Er studierte in Göttingen Rechtswissenschaft und war seit 1904 Mitglied des Corps Bremensia. Der promovierte Jurist Buchka war seit 1905 als Rechtsreferendar und später als Regierungsrat tätig. Er nahm am Ersten Weltkrieg von 1914 bis 1917 als Soldat teil. Von 1917 bis 1920 war Buchka Landrat des damaligen Landkreises Blumenthal. Während dieser Zeit wurde Buchka als Folge der Novemberrevolution am 11. Januar 1919 vorübergehend durch den Arbeiter- und Soldatenrat von seinem Amt abgesetzt. Im Juni 1920 wurde er Regierungsrat im ostfriesischen Aurich, wo er allerdings nur kurze Zeit tätig war. Bereits am 10. Juli 1921 ging Buchka als Landrat in den damaligen Kreis Kehdingen mit Sitz in Freiburg/Elbe. Dort blieb er bis zum 31. August 1932 und war damit der letzte Landrat des Kreises, der 1932 wie der Kreis Jork im vergrößerten Landkreis Stade aufging. Am 1. September 1932 trat Buchka sein neues Amt als Landrat des Kreises Goldap in Ostpreußen an, welches er bis 1945 innehatte.
Buchka war 1939 Mitherausgeber des Heimatbuches des Kreises Goldap, in dessen Vorwort ausgeführt wurde, dass „der gesamte Heimatgedanke ... im Deutschland Adolf Hitlers neu belebt und gestärkt worden“ sei. In seiner Kehdinger Zeit galt Buchka als liberaler Landrat und war der DVP zugehörig. Zum 1. Mai 1933 trat er der NSDAP bei (Mitgliedsnummer 1.683.854) und war gleich Obertruppführer beim Stab der SA-Standarte 44 im ostpreußischen Kreis Schloßberg, bis 1938 Kreis Pillkallen.
1948 trat er der CDU bei und wurde dort 1950 Vorsitzender des Bezirksverbandes Stade. Er hatte das Amt bis 1954 inne und war daneben auch noch  niedersächsischer Landesvorsitzender der Kommunalpolitischen Vereinigung der CDU. Von 1949 bis 1956 saß Buchka im Kreistag des Landkreises Stade und war stellvertretender Landrat. Die 1952 geschlossene und noch heute bestehende Patenschaft zwischen dem Landkreis Stade und der Kreisgemeinschaft Goldap, eines korporativen Mitgliedes der Landsmannschaft Ostpreußen, geht auf seine Initiative zurück.
Dem Deutschen Bundestag gehörte Buchka von 1953 bis 1957 an. Dort war er vom 8. Mai 1956 bis 1957 stellvertretender Vorsitzender des Sonderausschusses zur Beratung des Wasserhaushaltsgesetzes.
Bei der Kreisgemeinschaft Goldap wird Buchka noch heute als Ehrenmitglied geführt. 1956/57 war er Vorsitzender der Interparlamentarischen Arbeitsgemeinschaft.

## Veröffentlichungen
- In welchem Verhältnisse steht der Paragraph 119, Abs. 2 BGB zu den §§ 459-464, 538, 539 BGB? Promotion, Göttingen 1907.
- Karl von Buchka, Willi Lemke (Hrsg.): Heimatbuch des Kreises Goldap. Insterburg 1939.

## Genealogie
- Gothaisches Genealogisches Taschenbuch der Adeligen Häuser. Alter Adel und Briefadel. 1921, Fünfzehnter Jahrgang, Justus Perthes, Gotha 1920, S. 101–102. Digitalisat
- Gothaisches Genealogisches Taschenbuch der Adeligen Häuser 1940, Teil B (Briefadel). Zugleich Adelsmatrikel der Deutschen Adelsgenossenschaft. 32. Jahrgang, Justus Perthes, Gotha 1939, S. 75–77.
- Hans Friedrich von Ehrenkrook, Jürgen Thiedicke von Flotow, Friedrich Wilhelm Euler, Walter von Hueck: Genealogisches Handbuch des Adels. Adelige Häuser B (Briefadel), Band IV, Band 20 der Gesamtreihe GHdA, Hrsg. Deutsches Adelsarchiv, C. A. Starke, Limburg an der Lahn 1959, S. 108–111. ISSN 0435-2408